# زهير غانم
زهير غانم (1949 - 1 يناير 2011) شاعر وفنان تشكيلي سوري من جيل شعراء السبعينات في سوريا. ولد في اللاذقية قرية بسنادا عام 1949.

## حياته
تخرج من كلية الآداب جامعة دمشق قسم اللغة العربية 1970 وحصل على شهادة في الأدب واللغة العربية ثم توجه إلى بيروت وتخصص في النقد الفني وفي الأدب. 
عمل محررا ثقافيا في جريدة (الحقيقة) في بيروت (1985-1987)، ثم مدير تحرير مجلة (التصدي) السياسية، وأيضا مدير تحرير ومشرفاً على القسم الثقافي في مجلة (العواصف). ومارس الرسم الصحافي في عدة صحف، مثل: النهار، الديار. ونشر قصائده للمرة الأولى في الصحف والمجلات السورية.
كان أحد العلامات والرموز الحداثية لشعراء السبعينات في سورية، ومن أهم الذين كتبوا قصيدة النثر، محافظاً على جمالية اللغة، وهو المذهب الشعري الذي كان سائداً لدى الجيل الثقافي السوري وحتى العربي في أواخر ستينيات وبداية سبعينيات القرن الماضي. عرف بتنوع منتجه الإبداعي الفكري، حيث أصدر 14 قصيدة شعرية، كان آخرها «عبير الغيوم». وهو يعد من أبرز الشعراء الذين كتبوا قصائد قصيرة مليئة بالتفاصيل. وكان شعره يتناغم مع فنه التشكيلي، إذ أقام عدة معارض تشكيلية فردية في دمشق وبيروت. وهذا ما ميزها من حيث الجمالية والمضمون.
نشر العديد من الدواوين الشعرية، كانت البداية ديوان شعر باسم «أعود الآن من موتي» الذي نشر في بداية السبعينات، وأخر دواوينه الأربعة عشر كان «عبير الغيوم» والذي نشر في بيروت.
أقام خلال فترة العطاء الطويلة الكثير من المعارض الفنية التشكيلية سواء في بيروت أو دمشق. كان من المقرر أن يقوم بمعرضه الأخير والذي اختير له اسم الوداع الخير لكن وافته المنية قبل موعد المعرض.

## وفاته
توفي في بيروت 2011.